# Rio Cumbija
O rio Cumbija (ou Cumbijã) é um curso d'água que corre ao sul da Guiné-Bissau, sendo um dos mais importantes rios do país. Sua foz fica à jusante da vila-secção de Cabedu.
O rio nasce no noroeste das terras do sector de Quebo, na região de Tombali, atravessando toda a região de leste a oeste, até chegar no arquipélago de Como, Melo e Tristão.
Em sua foz há um braço de rio chamado canal de Melo, que conecta parte de suas águas com as do rio Cacine.
É uma das regiões mais preservadas e menos degradadas ambientalmente do país.